# Es por tu bien
Es por tu bien és una pel·lícula espanyola dirigida per Carlos Therón. En el seu repartiment es troben grans noms del panorama del cinema espanyol com José Coronado, Javier Cámara i Roberto Álamo. És el quart llargmetratge del director de Salamanca, que anteriorment havia dirigit comèdies com Fuga de cerebros 2 i Impávido.
Es va estrenar el 24 de febrer de 2017 en cinemes.

## Argument
La pel·lícula se centra en el pitjor malson per a un pare: que la seva filla creixi i arribi el dia en què li presenti al seu nuvi... que inevitablement serà una desagradable sorpresa. Aquest dia ha arribat per a Arturo, Poli i Chus; les filles del qual s'han aparellat amb tres nois. L'única solució per a deslliurar-se d'ells... unir forces.
Isabel i Arturo es van conèixer en un judici, Isabel resulta que era advocada i a Arturo d'ideologia anarquista va ser acusat per cremar la foto del rei, una realitat que encara es viu en països la manera dels quals de triar al cap d'estat és la monarquia. El pare d'Isabel a l'ésser de dretes decideix prendre mesures....

## Repartiment
- Javier Cámara com Jesús "Chus".
- José Coronado com Arturo.
- Roberto Álamo com Hipólito "Poli".
- Pilar Castro com Isabel, esposa d'Arturo.
- María Pujalte com Olga, esposa de Chus.
- Carmen Ruiz com Alicia, esposa de Poli.
- Miki Esparbé com Alex, novio de Valentina.
- Luis Mottola com Ernesto Gabatelli, xicot de Sarai.
- Miguel Bernardeau com Dani, xicot de Marta.
- Silvia Alonso com Valentina, filla de Arturo.
- Georgina Amorós com Marta, filla de Chus.
- Andrea Ros com Sarai, filla de Poli.
- Luis Callejo com Joaquín, pare de Dani.
- Manolo Solo com Juan, el director.
- Mari Paz Sayago com Mari Carmen, mare de Dani.
- Manuel Burque com Camell.
- María Hervás com Jazmín.

## Recepció
La cinta s'ha convertit en l'èxit més notable del cinema espanyol en el primer semestre de 2017 amb un total d'1.551.792 espectadors.

## Nominacions i premis
XXVII Premis de la Unión de Actores
| Categoria                    | Persona      | Resultat |
| ---------------------------- | ------------ | -------- |
| Millor actriu de repartiment | Pilar Castro | Nominada |

Premis YoGa 2018
| Categoria | Persona | Resultat   |
| --------- | ------- | ---------- |
| Especial  | -       | Guanyadora |